# Банк Индонезии
Банк Индонезии (индон. Bank Indonesia) — центральный банк Индонезии.

## История
В 1746 году на острове Ява нидерландской Объединённой Ост-Индской компанией открыт филиал банка — первое банковское учреждение на архипелаге.
24 января 1828 года учреждён Банк Явы (англ.), получивший право выпуска банкнот на 10 лет. Впоследствии этот срок неоднократно продлевался.
Перед оккупацией Индонезии японскими войсками золотой запас Банка Явы был вывезен в Австралию и Южную Африку. Оккупировав в феврале—марте 1942 года Яву, японцы вскоре приняли меры по контролю за банковской системой. В апреле 1942 года были запрещены все банковские операции, затем были ликвидированы все голландские, британские и китайские банки. Их место заняли филиалы банка Иокогама спесие, Банка Тайваня и банка Мицуи.
Возобновление деятельности Банка Явы после окончания японской оккупации было возможным только в районах, занятых войсками Нидерландов. На территориях, занятых войсками Республики Индонезия, эмиссионные функции должен был выполнять учреждённый в 1946 году Банк Индонезии, переименованный вскоре в Государственный банк Индонезии. Несмотря на крайне сложные условия, уже 30 октября 1946 года были выпущены собственные денежные знаки.
В соответствии с решениями мирной конференции в Гааге в 1949 году Банк Явы получил статус эмиссионного банка Соединённых Штатов Индонезии. После ликвидации в 1950 году Соединённых Штатов и образования унитарной Республики Индонезия банк продолжал выполнять свои функции. 1 июля 1953 года Банк Явы национализирован и переименован в Банк Индонезии. В августе 1965 года банк переименован в Государственный банк Индонезии. В январе 1969 года банк вновь переименован в Банк Индонезии.